# Nitro (entreprise)
Pour les articles homonymes, voir Nitro.
Nitro est une entreprise familiale britannique spécialisée dans la fabrication de casques pour motocyclette.